# けったま! 〜蹴球☆らいおっとガールズ〜
『けったま! 〜蹴球☆らいおっとガールズ～』（けったま! しゅうきゅうらいおっとガールズ）は、不動らんによる日本の漫画作品。ウェブコミック誌『FlexComixネクスト』にて、2010年5月から2011年12月まで連載。全3巻。

## ストーリー
オリンピック女子日本代表の大活躍により、日本国内で女子サッカー人気が急上昇し、女子サッカーリーグ「小町リーグ」が発足して3年。東京小町FCのエースである姉の三浦穂華を追いかけ、プロサッカー選手を目指す三浦瑠依は飛び級で東京小町FCのユースに加入する。

## 登場人物

### 東京小町FC
女子サッカーリーグ「小町リーグ」に所属するクラブ。クラブカラーは緑。個の力を重視した攻撃的サッカーが売りで、そのスタイルから「らいおっとガールズ」と呼ばれている。スポンサーが見つからないなど経営面で不安がある。

#### ユース
ユースの選手は全員「若草寮」で寮生活を送る。基本的に3人部屋での生活だが、高校3年生のみ一人部屋が与えられている。201号室には瑠依、弥生、真奈。202号室にはゆかり、美久、優希。203号室には忍、梓、千明が在籍する。
三浦 瑠依（みうら ルイ）
ポジション：FW、MF（攻撃的MF）。13歳。中学1年生。身長153cm。
本編の主人公。イギリス生まれの日本人で、金髪碧眼の少女。飛び級でユースに昇格する。
華奢な体格とは裏腹に身体能力に優れている。反面、スタミナが足りないので持久力の向上が課題。
東京小町FC及び女子日本代表のエースである三浦穂華の義妹で、東京ジュニオールFCの現役選手である父と義兄を持つ。幼いころに亡くした母の面影を穂華に重ねており、彼女と共にいたいという思いから早くトップチームに昇格して同じチームで一緒にプレイすることを望んでいる。
重度のシスコンで、無愛想かつ超マイペース。ユースのチームメイトからは割と好かれているが、小学生のころはその性格が災いして周囲から嫌われていた。
桜井 弥生（さくらい やよい）
ポジション：FW。15歳。中学3年生。身長145cm。
外部から小町FCユースに入団し、同時加入した瑠依とルームメイトになる。小柄だがスピードを生かしたプレイが持ち味。元気だが、時折空気を読まない発言も多い。
北澤 ゆかり（きたざわ ゆかり）
ポジション：DF（右サイドバック）、MF（右サイドハーフ）。高校2年生。身長163cm。背番号25（トップチーム）。
スピードを生かした攻撃的なサイドバックであり、トップチームにも登録されている。年代別日本代表の選出経験がある。
強引な性格だが後輩思いなところもあり、小さいころから付き合いのある美久を「見どころがある」と期待している。真奈とはスクール時代からの幼馴染み。
中村 真奈（なかむら まな）
ポジション：DF（左サイドバック）。高校2年生。身長161cm。
優しく、皆から慕われている。ゆかりとはスクール時代からの幼馴染み。
高木 美久（たかぎ みく）
ポジション：GK。高校1年生。身長166cm。
瑠依たちと同時にユースに昇格。小さいころから付き合いのあるゆかりからは厳しくされながらも期待されている。サッカーを始めたのは男子たちとの勝負でゆかりに強引に誘われたのがきっかけ。
岸野 優希（きしの ゆき）
ポジション：DF（センターバック）。高校1年生。身長173cm。
瑠依たちと同時にユースに昇格。美久に対して友情以上の感情を持っている。
松木 忍（まつき しのぶ）
ポジション：MF（左サイドハーフ）。高校1年生。身長160cm。
瑠依たちと同時にユースに昇格。自分のことを「俺様」と呼ぶ。
藤吉 加奈子（ふじよし かなこ）
ポジション：DF（センターバック）。高校3年生。身長163cm。
非常に厳しく、ユースチームの実質的支配者として周囲から恐れられている。何故か刀を持っていたりする。
戸塚 舞（とつか まい）
ポジション：MF（右サイドハーフ）。高校3年生。身長147cm。
ユースチームのキャプテン。地を這うような低い姿勢でのドリブルから、「白狼（ホワイトウルフ）」とも呼ばれている。
小見 七瀬（おみ ななせ）
ポジション：MF（攻撃的MF）。高校2年生。身長158cm。背番号10。
千明の双子の姉。東京小町ユースのアイドル的存在で、攻撃の軸となるエース。誰に対しても優しい。
小見 千明（おみ ちあき）
ポジション：MF（守備的MF）。高校2年生。身長158cm。
七瀬の双子の妹。姉とは対照的に威嚇的な性格。姉と同じポジションを狙う瑠依をあまり快く思っていない。
加藤 梓（かとう あずさ）
高校1年生。
瑠依たちと同時にユースに昇格。新人の中では少し遅れて合流する。軽い性格で情報通。親の希望もあって学業とサッカーの両立を目指しており、全国模試では50位以内に入るほどの才女。国立大への進学を希望している。
武田 亜紗乃（たけだ あさの）
ポジション：GK。高校3年生。

千疋 彩織（せんびき さおり）
ポジション：FW。高校3年生。
目立つことを信条としており、強烈なキック力を持つ。
ウィリアム・ホープ
ユースチームの監督。生粋の日本フェチで、何故かいつも正座している。旧友のアレックスの頼みで監督に就任した。
山田（やまだ）
ユースチームのコーチ。

#### トップチーム
三浦 穂華（みうら ほのか）
ポジション：MF（攻撃的MF）。
瑠依の義姉で、日本代表でも活躍するエース。容姿が瑠依の亡き母とよく似ているため、瑠依に懐かれている。自身も、瑠依がトップチームに昇格することを望んでいる。
山田 花（やまだ はな）
ポジション：FW。身長183cm。
ユースチームとの試合では瑠依たちを見下し、挑発する。

#### チーム関係者
小野田（おのだ）
「若草寮」の寮長の女性。女の子の胸を掴むなど、セクハラ行為が多い。
小野田 メイ（おのだ メイ）
小野田の妹で、姉と一緒に寮で暮らしている。しっかり者だが口が悪い。

### 横浜小町FC
鮎坂 つばさ（あゆさか つばさ）
横浜小町FCユースのエースであり、クラブのメインスポンサーの社長令嬢。穂華の後継者を自称しており、穂華の妹である瑠依をライバル視する。

### 川崎小町FC
大柄な選手が多く出揃う守備重視のクラブチーム。
相馬 真琉多（そうま まるた）
ポジション：MF（トップ下）
背番号10。チームの中では一際小柄な選手だが、優れたテクニックで攻撃の起点となる。その反面スタミナに問題がある。瑠依の父・アレックスに憧れている。

### 東京ジュニオールFC
東京小町FCと同じ経営母体の、男子のクラブチーム。
アレックス・ローランド
ポジション：MF（攻撃的MF）。
イギリス人で、瑠依の父。43歳。東京ジュニオールFCの現役選手。妻を亡くした後に瑠依と共に来日し、穂華の母と再婚した。結構親バカなところもある。若いころはロンドンのクラブで「王子」として絶大な人気があった。
三浦 元気（みうら げんき）
瑠依の義兄で、穂華の弟。東京ジュニオールFCの新人選手。瑠依を心配するあまり、ストーカー行為に出ることもある。

## 既刊一覧
- 不動らん、フレックスコミックス（ソフトバンククリエイティブ）
  1. 2010年12月20日初版 ISBN 978-4-7973-6297-8
  2. 2011年7月20日初版 ISBN 978-4-7973-6589-4
  3. 2012年3月20日初版 ISBN 978-4-593-85685-5